# Le cinque stagioni
Le cinque stagioni è uno sceneggiato televisivo in quattro puntate, diretto da Gianni Amico e trasmesso dalla Rai nel 1976.
Il cast include alcuni nomi celebri del teatro e della televisione italiana dell'epoca, come Tino Carraro, Gianni Santuccio, Tino Scotti, Elsa Merlini, Concetta Barra, Carlo Romano e Tiberio Murgia.

## Trama
Ambientato in una casa di riposo, il film studia componenti, manie, piccoli e grandi drammi dei pensionati.

## Produzione
Le riprese furono effettuate tra giugno e luglio del 1975.

## Curiosità
- È l'ultima apparizione di Carlo Romano, che morì poco dopo il termine delle riprese, dove termina anche la sua carriera di doppiatore. Lo sceneggiato è stato trasmesso un anno dopo la sua scomparsa.